# HotLog
HotLog — система інтернет-статистики російської компанії «ІнфоСтарз», яка з'явилась 10 жовтня 2001 року.

## Про сервіс
Система надає статистики відвідуваності вебсайту на основі даних, отриманих від встановленого на сайті лічильника відвідувань. Є інструменти для вебаналітики — розраховуються конверсії досягнення мети, кількісні дані доповнені якісною оцінкою трафіку — показником відмов, глибиною перегляду, відсотком виходів тощо
За кількістю оброблюваних запитів до лічильника HotLog входить в п'ятірку провідних систем інтернет-статистики в Росії.
Надає наступні статистичні звіти:

### Відвідуваність
- Зведена статистика;
- За днями;
- За годинами;
- За днями тижня;
- Тенденції відвідувань.

### Сторінки
- Популярність доменів;
- Популярність сторінок;
- Популярність сторінок з параметрами;
- Заголовки сторінок;
- Точки входу;
- Точки виходу;
- Глибина перегляду;
- Час перегляду.

### Цілі
- Цільові відвідування;
- Аналіз джерел;
- Аналіз пошукових запитів;
- Шляху до мети;
- Докладно про цільових відвідування.

### Системи
- Операційні системи;
- Браузери;
- Дозвіл екрану;
- Глибина кольору;
- Використання Cookies;
- Використання JavaScript;
- Використання Java.

### Відвідувачі
- Країни;
- Регіони РФ;
- Міста;
- IP адреси.

Є можливість експорту даних в Excel і CSV формат. Можна налаштувати автоматичну генерацію PDF-звітів з основними показники аудиторії сайту за місяць. Є можливість налаштування сповіщень про різкі зміни відвідуваності сайту за заданими вами умов.